# Perenci
Perenci is een plaats in de gemeente Brestovac in de Kroatische provincie Požega-Slavonië. De plaats telt 66 inwoners (2001).